# Zebreira
Zebreira é uma vila portuguesa do Município de Idanha-a-Nova, no Distrito de Castelo Branco, integrado atualmente na sub-região da Beira Interior Sul da Região do Centro. Foi sede da extinta Freguesia de Zebreira, freguesia que tinha 103,56 km² de área e 873 habitantes (2011), e, por isso, uma densidade populacional de 8,4 hab/km². 
A Freguesia de Zebreira foi extinta em 2013, no âmbito de uma reforma administrativa nacional, para, em conjunto com a Freguesia de Segura, formar uma nova freguesia denominada União das Freguesias de Zebreira e Segura da qual é a sede.
Zebreira foi vila e sede de concelho até 1834, data em que foi integrada no concelho de Salvaterra do Extremo. Tinha apenas uma freguesia e, em 1801, 771 habitantes. Em 1855 com a extinção do concelho de Salvaterra do Extremo a Zebreira foi integrada no concelho (atual município) de Idanha-a-Nova. Pertencia à antiga província da Beira Baixa.
Em 1924 foi de novo elevada à categoria de vila.

## História
Sobre a origem do termo Zebreira, as opiniões dividem-se. Uns autores defendem que deriva da palavra "Zebros" (que significa boi ou novilho), outros consideram que é de origem egípcia, o qual quererá dizer "Santo Monte". O Zebro é um burro selvagem e não um boi ou novilho. O Zebro extinguiu-se na Península Ibérica, a partir do século XVI. Era dotado de uma corrida célere e a dureza da sua pele fez com que a mesma fosse utilizada, durante a Idade Média, na produção de calçado. Isto associado à apreciação da sua carne e também à invasão que o mesmo fazia nas hortas, anteriormente campos de pastagem, conduziu à sua extinção.
À semelhança de outras freguesias, no século XII foi repovoada pela Ordem dos Templários.
Os terrenos da Zebreira são bastante férteis e predominam o cultivo das oliveiras, árvores de fruto e cereais.
Dentro da povoação não deixe de admirar a Igreja Matriz (do século XVIII), as capelas (especialmente o altar da capela do Espírito Santo), o pelourinho de 1686 (cujas faces têm leões, esfera armilar, uma flor e dois braços com um cutelo) e a casa da Câmara com a torre sineira.
Perto do posto da Guarda Nacional Republicana, fica a escola primária com uma bonita fachada de azulejos.

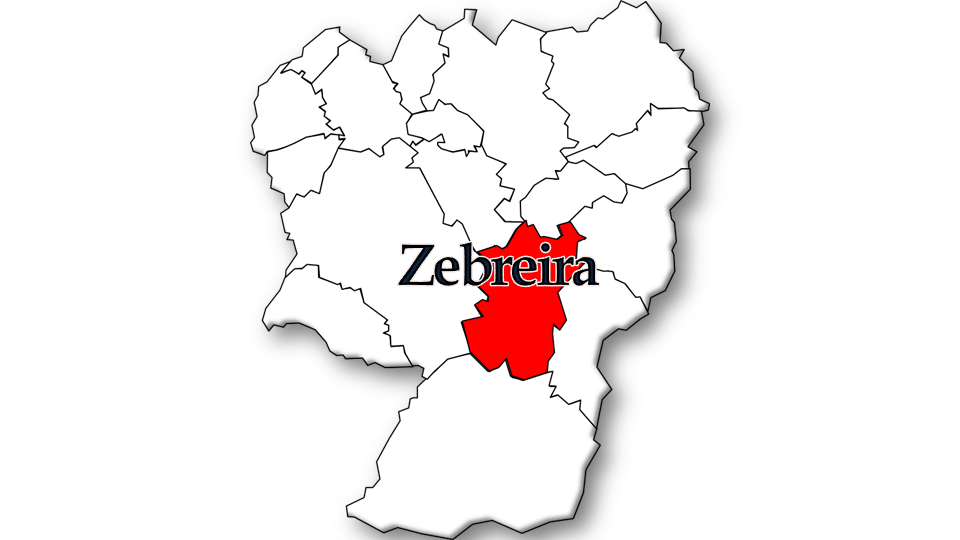
Localização no Município de Idanha-a-Nova

## População
| População da freguesia de Zebreira | População da freguesia de Zebreira | População da freguesia de Zebreira | População da freguesia de Zebreira | População da freguesia de Zebreira | População da freguesia de Zebreira | População da freguesia de Zebreira | População da freguesia de Zebreira | População da freguesia de Zebreira | População da freguesia de Zebreira | População da freguesia de Zebreira | População da freguesia de Zebreira | População da freguesia de Zebreira | População da freguesia de Zebreira | População da freguesia de Zebreira |
| ---------------------------------- | ---------------------------------- | ---------------------------------- | ---------------------------------- | ---------------------------------- | ---------------------------------- | ---------------------------------- | ---------------------------------- | ---------------------------------- | ---------------------------------- | ---------------------------------- | ---------------------------------- | ---------------------------------- | ---------------------------------- | ---------------------------------- |
| 1864                               | 1878                               | 1890                               | 1900                               | 1911                               | 1920                               | 1930                               | 1940                               | 1950                               | 1960                               | 1970                               | 1981                               | 1991                               | 2001                               | 2011                               |
| 1 475                              | 1 508                              | 1 954                              | 2 174                              | 2 819                              | 2 725                              | 3 265                              | 3 427                              | 3 726                              | 2 472                              | 1 793                              | 1 352                              | 1 160                              | 1 063                              | 873                                |

```
Por decreto lei nº 38.192, de 05/03/1951, foram desanexados lugares desta freguesia para constituir a de Toulões (Fonte: INE)
```

## Património
- Pelourinho de Zebreira[4] (1686);
- Ermidas do Espírito Santo, de S. Sebastião, de Nossa Senhora da Piedade e de S. Pedro;
- Calvário;
- Antiga Casa da Câmara, com torre de relógio;
- Castelo de Zebreira;
- Vestígios romanos do Vale da Loja;
- Necrópole da Granja;
- Dólmen de Corgas 1 e 2;
- Mamoa de Zebros;
- Poços e fontes.

## Colectividades
- Tuna da Zebreira
- Grupo Desportivo e Cultural Zebreirense
- Clube Recreativo de Caça e Pesca “Zebras”
- Associação Humanitária dos Bombeiros Voluntários de Idanha-a-Nova, Secção da Zebreira
- Adraces – Polo Campina
- Grupo de Cabeçudos de Zebreira
- Grupo Saca Sons – Grupo de Cantares Tradicionais de Zebreira
- Liga dos Amigos da Zebreira